# Müller László (kiskatona)
Müller László teljes nevén Müller Antal László (Csíkszereda, 1971. június 24. – Brassó, 1989. december 22./23.) erdélyi magyar sorkatona, az 1989-es romániai forradalom áldozata. Posztumusz alhadnaggyá léptették elő, a forradalom hősi halottjának nyilvánították, a csíkszeredai utca, ahol lakott, az ő nevét viseli (Müller László utca).

## Életút
Csíkszeredában végezte általános és középiskolai tanulmányait. Tizennyolc évesen, 1989 őszén vonult be sorkatonai szolgálatra. Karácsony előtt, az 1989-es romániai forradalom hősi áldozata lett, miután az 1989. december 22-éről 23-ára virradó éjszaka elesett a Brassóban vívott harcokban.
Katonai tiszteletadással évente megemlékezést szerveznek a 18 évesen elhunyt kiskatonának október 23-án Csíkszeredában. A 2009-es megemlékezést a Szentlélek utcai temetőben lévő sírjánál tartották meg. A családtagok mellett a város és megye elöljárói, valamint néhány ismerősük hajtott fejet a hősi halott sírjánál, képviseltette magát az erdőalji hegyivadász-alakulat, ott volt a katonai zenekar. Pénzes József címzetes esperes a halott lelki üdvösségért imádkozott, de az ortodox szertartás szerint is megemlékeztek az elhunytról.